# Lichtenberg (cráter)

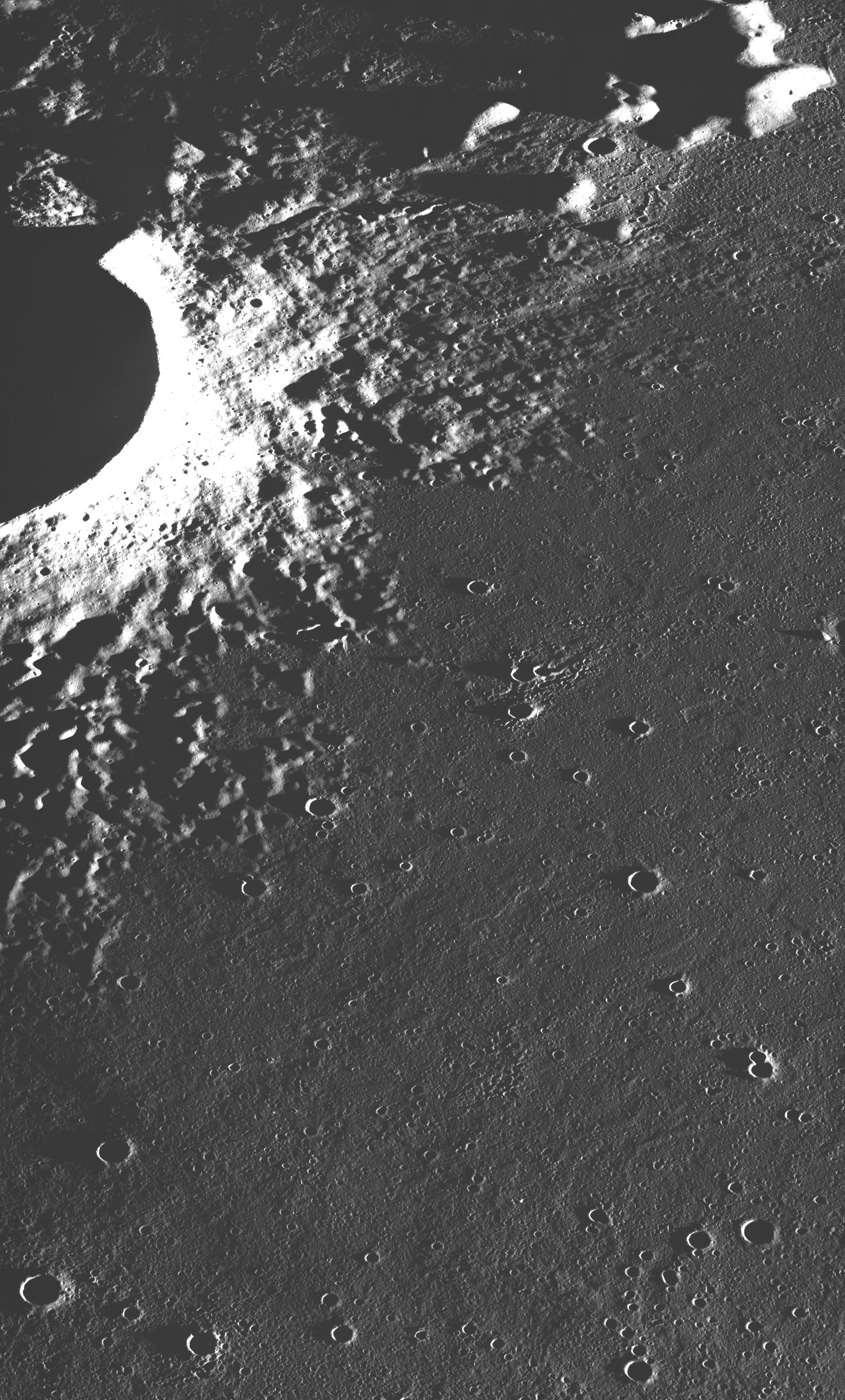
Vista oblicua de Lichtenberg al paso del terminador. Fotografía de la misión Apolo 15.

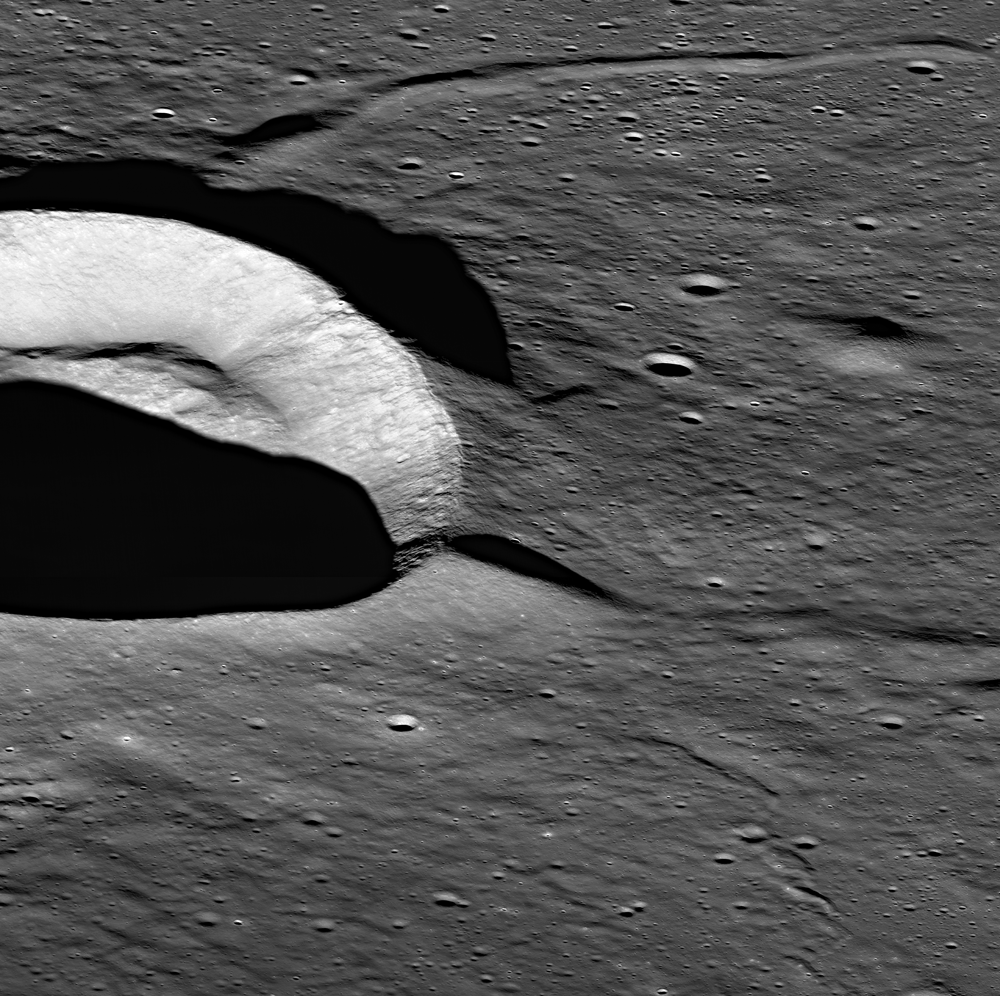
Vista oblicua (imagen LRO)

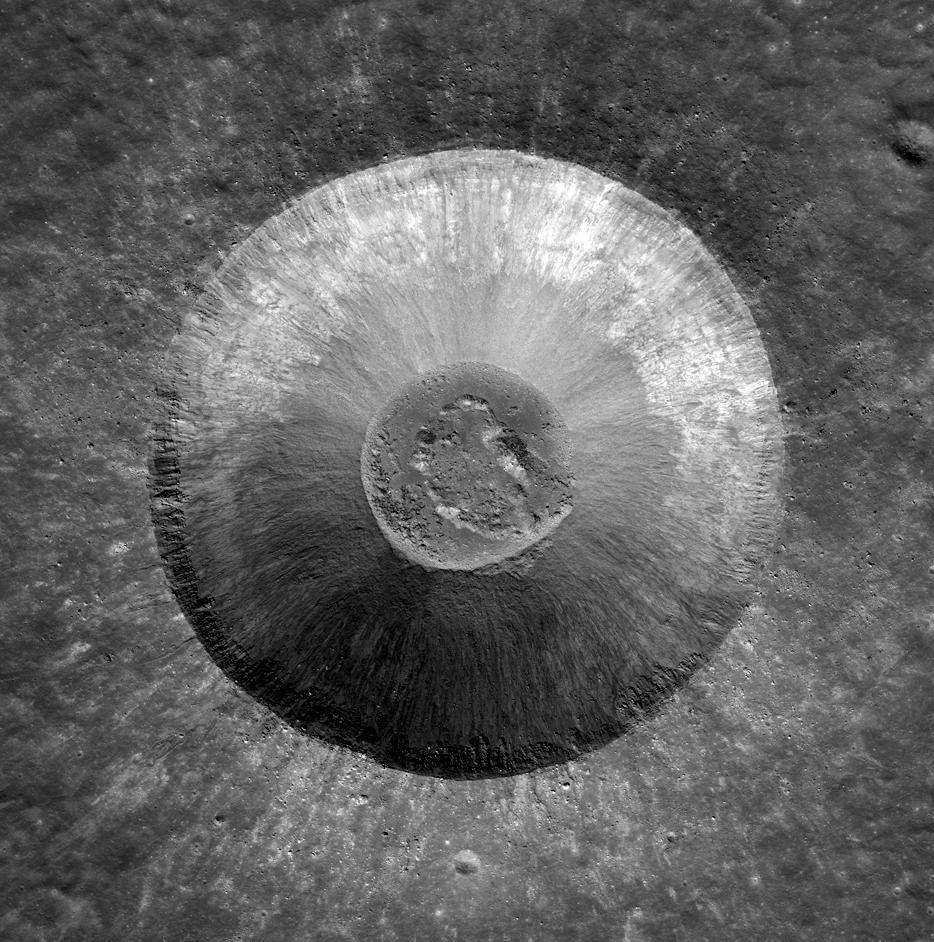
Lichtenberg B. Fotografía de la misión LRO

Lichtenberg es un cráter de impacto lunar relativamente aislado, localizado en la parte occidental del Oceanus Procellarum. El cráter más cercano con nombre propio es Briggs, situado al sur.
|  |

Este cráter presenta un pequeño sistema de marcas radiales, una característica propia de los impactos del Período Copernicano. Los rayos se extienden solamente hacia el norte y el oeste del cráter, y los flancos restantes de la superficie alrededor del cráter, recubiertos por la lava, exhiben el bajo albedo propio del mar lunar. En consecuencia, se encuentran entre los depósitos más recientes de lava basáltica de la Luna, y se piensa que cuentan con menos de mil millones de años de edad.
El selenógrafo Paul Spudis propuso en 1996 el envío de una misión no tripulada a este mare para la obtención de muestras, cuyo análisis radiométrico permitiría una datación absoluta de su período de formación.
El borde de este cráter es circular y afilado, con un desgaste mínimo. En el lado interior el material suelto se ha deslizado hasta la base, formando un anillo de rocas sueltas sobre el suelo interior. Tanto el reborde como el suelo interior exhiben un albedo relativamente alto, que suele ser una indicación de un cráter reciente que todavía no ha sido oscurecido por la meteorización espacial. Lichtenberg se superpone a un palimpsesto situado al noroeste y con forma de anillo, que presenta una leve elevación central. Este antiguo cráter está recubierto por el material del sistema de rayos.
Se han detectado fenómenos lunares transitorios en Lichtenberg, que suelen adoptar la forma de una zona ocasionalmente de color rojo.

## Cráteres satélite
Por convención estos elementos son identificados en los mapas lunares poniendo la letra en el lado del punto medio del cráter que está más cercano a Lichtenberg.
|             | \| Lichtenberg \| Coordenadas \| Diámetro \| \| ----------- \| ----------------------------- \| -------- \| \| A \| 29°00′N 60°06′O / 29.0, -60.1 \| 7 km \| \| B \| 33°18′N 61°30′O / 33.3, -61.5 \| 5 km \| \| F \| 33°12′N 65°18′O / 33.2, -65.3 \| 5 km \| \| H \| 31°30′N 58°54′O / 31.5, -58.9 \| 4 km \| \| R \| 34°42′N 70°12′O / 34.7, -70.2 \| 34 km \| |          |
| Lichtenberg | Coordenadas | Diámetro |
| A           | 29°00′N 60°06′O / 29.0, -60.1 | 7 km     |
| B           | 33°18′N 61°30′O / 33.3, -61.5 | 5 km     |
| F           | 33°12′N 65°18′O / 33.2, -65.3 | 5 km     |
| H           | 31°30′N 58°54′O / 31.5, -58.9 | 4 km     |
| R           | 34°42′N 70°12′O / 34.7, -70.2 | 34 km    |

Los siguientes cráteres han sido renombrados por la UAI:
- Lichtenberg G - Véase  Humason (cráter).